# Sœurs de Saint Joseph époux de la Bienheureuse Vierge Marie
Les Sœurs de Saint Joseph époux de la Bienheureuse Vierge Marie en latin : Congregatio Sororum Sancti losephi Sposi Beatae Mariae Virginis) sont une congrégation religieuse enseignante et hospitalière de rite byzantin et de droit pontifical.

## Histoire
En 1898, trois jeunes filles veulent rejoindre les servantes de Marie Immaculée du village de Zhuzhil (maintenant Zhuzheliany dans l'Oblast de Lviv) mais elles ne sont pas acceptées dans la communauté. Elles sont prises en charge par le Père Cyrille Sielecki (en) (1835-1918) et fondent une maison dans le village de Tsebliv pour s'occuper d'un jardin d'enfants. Après la mort du fondateur en 1918, les Rédemptoristes s'occupent des sœurs et le basilien Josaphat Kocylovskyj, évêque de l'éparchie de Przemyśl (en), approuve leurs constitutions la même année.
Leurs maisons d'Ukraine sont fermées en 1946 et les sœurs déménagent en Pologne, d'où elles se répandent au Canada (1961), au Brésil (1969) et aux États-Unis (1984).
Deux sœurs de la congrégation, Olympe Bidà (1903-1952) et Laurence Harasymiv (1911-1952), mortes dans le camp de Kharsk en Sibérie, sont reconnues bienheureuses le 27 juin 2001,.

## Activités et diffusion
Les sœurs se consacrent à l'éducation des enfants dans les jardins d'enfants, aux soins des malades et aux activités paroissiales.
La maison-mère est à Lviv. 
En 2017, la congrégation comptait 85 sœurs dans 21 maisons.